# Johann Friedrich Dieffenbach

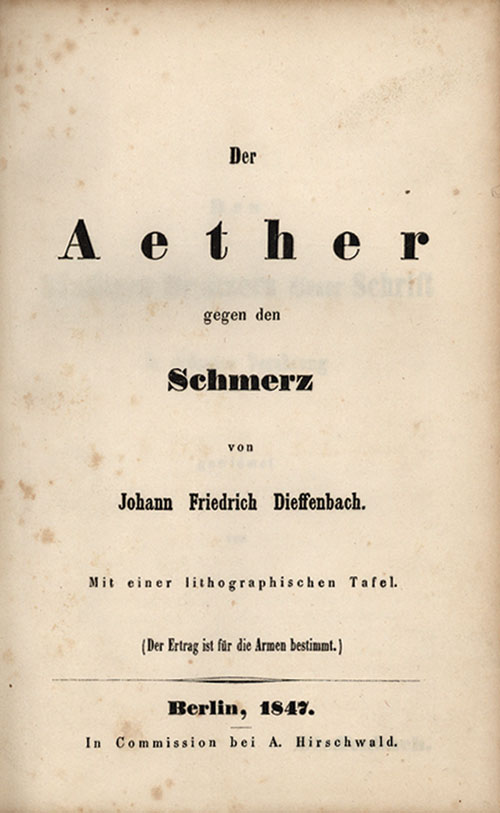
J. F. Dieffenbach: Der Aether gegen den Schmerz, 1847

Johann Friedrich Dieffenbach (ur. 1 lutego 1792 w Królewcu, zm. 11 listopada 1847 w Berlinie) – niemiecki lekarz i chirurg.
Dieffenbach studiował teologię na uniwersytetach w Rostocku i Greifswaldzie oraz medycynę na Uniwersytecie Albertyna w Królewcu. Od 1813 do 1815 służył jako wolontariusz podczas wojen napoleońskich. W 1818 zaangażował się w Jenie w studencką działalność polityczną, z którego to powodu musiał w 1820 roku opuścić Królewiec. W 1822 roku został doktorem medycyny w Würzburgu i rozpoczął praktykę chirurgiczną w Berlinie. W 1824 ożenił się z Johanną Motherby. W 1832 roku został profesorem na Uniwersytecie Fryderyka Wilhelma w Berlinie, a w roku 1840 został dyrektorem kliniki chirurgicznej w szpitalu Charité. Po jego śmierci w 1847 roku zastąpił go na tym stanowisku Bernhard von Langenbeck (1810-1887).
Dieffenbach jest pamiętany jako pionier chirurgii plastycznej i przeszczepów skóry. Uznanie zdobył swoimi pracami na temat rynoplastyki i chirurgii twarzowo-szczękowej. Rozwinął wcześniejsze idee Josepha Constantine’a Carpue (1764-1846), chirurga który wykonał pierwszą w Europie plastykę nosa. W 1839 roku wykonał pierwszą udaną miotomię u chłopca z zezem. W 1828 roku opublikował pionierską pracę „Die Transfusion des Blutes und die Infusion der Arzneien in die blutgefässe” na temat transfuzji krwi.

## Prace
- Nonnulla de regeneratione et transplantatione (1822)
- Über eine neue und leichte Art der Wiederherstellung der eingefallenen Nasen aus den Trümmern der alten. Magazin für die gesammte heilkunde mit besonderer Rücksicht auf das Militair-Sanitäts-Wesen im königlich-preussischen Staate, Berlin, 1828.
- Die Transfusion des Blutes und die Infusion der Arzneien in die blutgefässe, u. s. w. Berlin, 1828.
- Chirurgische Erfahrungen, besonders über die Wiederherstellung zerstörter Theile des menschlichen Körpers nach neuen Methoden.
- Neue Heilmethode des Ectropium. Magazin für die gesammte heilkunde mit besonderer Rücksicht auf das Militair-Sanitäts-Wesen im königlich-preussischen Staate, Berlin, 1830.
- Der Aether gegen den Schmerz
- Ueber das Schielen und die Heilung desselben durch die Operation (1842)